# Волчец
Волче́ц, волчцы́, редко волчецы́ (старославянское), иногда также волчок, волчняк или волчевник:98 — библейский символ божьей кары, а также знак запустения и неугодья; рослая колючая или жгучая сорная трава, чаще всего, из семейства сложноцветных (лат. Compósitae). Более всего слово укрепилось в современном языке благодаря тексту Библии, где оно употребляется в устойчивом сочетании «терние и волчцы», только во множественном числе и следом за словом терние. В библейском тексте «терние и волчцы» не связаны с каким-то конкретным растением, а представляют собой собирательное название множества колючих растений, растущих в пустынной полосе, в том числе, и некоторые виды молочая. К примеру, долина Шарон представляет собой сплошной питомник библейских «терний и волчцов», особенно в осеннее время.
На русской почве вследствие совсем иного климат, набор видов сильно отличается от такового в земле обетованной. Помимо основного фитонима для колючих сорных растений (чертополох), волчцы включают в себя некий общий набор «трав запустения». Все эти растения имеют общий признак: они превращают земли в неугодья, заросшие колючим бурьяном. Их примерный список включает в себя такие многозначные народные (обиходные) названия, как: будяк (бодяк), дедовник, лопух, репей (репейник), мордвин (мордовник), осот, татарин (татарник).:62
Отсылают они к большому числу обширных таксонов (родов или отдельных видов растений), среди которых, в частности (по алфавиту): Agrimonia, Arctium, Carduus, Carlina, Cirsium, Sonchus, Echinops, Eryngium, Inula, Phlomis, Onopordon, Xanthium.:62:т.IV:1037-1038 При этом популярность и, соответственно, распределение народных имён в разных местностях неравномерно. К примеру, из перечисленных выше девяти русских обиходных фитонимов к родам Carduus и Cirsium применяются все девять, а к роду Arctium — шесть.:92-94 Под многими из этих названий нетрудно встретить упоминания, в том числе, и многочисленных волчцев в обиходном русском языке, которые по рассмотрении равно может оказаться бодяком, чертополохом или кникусом.
В отличие от большинства приведённых названий, волчец (как и дедовник) не превратился в научное имя таксона. В самом этом слове явно выражен отрицательный эмоциональный момент, характерный для народного языка. По одной из этимологических версий названия волчец, волчок, волчня́к или волче́вник для осота или репейника выводились из глагола волочить. Однако этот вариант не слишком убедителен, прежде всего, потому, что широко известные отглагольные имена в русском языке имеют иную форму: волок, волочёк, сволочь.:98 Очевидно, что в данном случае перед нами явно уменьшительные формы от слова волк: волчец, волчок. Среди опасных животных отрицательная оценка в народном языке концентрируется именно на фигуре волка. По этой причине все без исключения ядовитые растения, понимаемые как некий общий признак, носят названия «волчьих». Равным образом, естественно назвать волчецом сорное растение с острыми шипами и назойливыми цепкими плодами.:98

## Некоторые виды волчцов
- Волчец,[6] дедовник или царь-трава — одно из народных названий чертополоха (лат. Cárduus), рослого, крепкого и очень колючего растения из семейства астровых.[7]
- Волчец,[6] царь-трава или татарин — одно из народных названий татарника (лат. Onopordum), мощного и очень колючего травянистого растения из семейства астровых (лат. Asteraceae). Татарником — также называют разные растения.
- Волчец,[6] мурат или мордвинник — одно из народных названий осота (лат. Sónchus), сорного травянистого растения из семейства астровых.
- Волчец, репей или репешо́к — одно из народных названий бодяка (лат. Círsium),[8] умеренно колючего сорного травянистого растения из семейства астровых, которого иногда путают с осотом.

- Волчец, жербий или железница — одно из местных названий шишатника или бодяка полевого (лат. Cirsium arvense), одного из самых распространённых видов бодяка.

- Волчец,[10] бенедикт или кардобенедикт — одно из народных названий кникуса благословенного (лат. Cnicus benedictus), сорного травянистого растения из семейства астровых, включаемого в род василёк.
- Волчец,[11] товстуха или гусий стебель[12] — одно из народных названий заразихи (лат. Orobanche),[10] многолетнего сорного паразитарного растения.
- Волчец — одно из библейских названий дикого сафлора (лат. Carthamus),[13] сорного травянистого растения из семейства астровых.
- Волчец — одно из библейских названий василька бледнеющего (лат. Centaurea pallescens),[13] сорного травянистого растения из семейства васильковых (астровых) с мягкими неколючими листьями, но шиповатой головкой соцветия.
- Волчец, ежовник или перестрел — одно из библейских названий мордовника (лат. Echinops viscosus),[13] очень колючего травянистого растения из семейства астровых, фиолетовые цветы которого повсеместно распространены в Палестине.
- Волчец или сирийский чертополох — одно из библейских названий нотобазиса (сирийской колючки, лат. Notabasis syriaca),[13] колючего травянистого растения из семейства астровых, листья которого отличаются белыми прожилками, а цветы — красные.
- Волчец или марьин чертополох — одно из библейских названий расторопши пятнистой (лат. Silybum marianum),[13] очень колючего травянистого растения из семейства астровых, листья фигурные, широкие, с белыми прожилками, головка соцветия с крупными шипами.
- Волчец — одно из библейских названий одичавшего огородного артишока (лат. Cynara scolymus),[13] рослого и колючего травянистого растения из семейства астровых с крупными листьями и багряными цветками, растёт по долинам и может достигать двух метров высотой.
- Волчец, волчцы — в русских переводах Библии означает запустение, глухие заросли высокой крапивы и репья на месте когда-то возделанного поля или домашнего хозяйства.[13]
- Волчец — одно из библейских названий куколя посевного, — не колючего, но опасно ядовитого растения из семейства гвоздичные, имеющего обширный ареал от Сибири до Северной Африки и земли обетованной.[3]
- Волчец или кавунец — одно из распространённых народных названий якорцов (лат. Tribulus),[14], чаще всего, Якорца стелющегося (лат. Tribulus terrestris), выносливого однолетнего травянистого растения из семейства Парнолистниковые, плоды которого снабжены острыми и прочными шипами.
- Волчец, пшонец[15] или головня́[16] — одно из народных названий плевела пьянящего (лат. Lólium temuléntum), растения из семейства злаков, злостного сорняка посевов ржи, пшеницы и других зерновых культур.

## Галерея волчецов
- Чертополох 
(Cárduus crispus)
- Татарник 
(Onopordum acánthium)
- Осот 
(Sónchus arvénsis)
- Бодяк 
(Cirsium oleraceum)
- Бодяк полевой 
(Círsium arvense)
- Кникус 
(Cnicus benedictus)
- Заразиха 
(Orobanche alba)
- Сафлор 
(Carthamus)
- Василёк бледнеющий 
(Centaurea pallescens)
- Мордовник 
(Echinops viscosus)
- Нотобазис 
(Notobasis syriaca)
- Расторопша пятнистая 
(Silybum marianum)
- Крапива двудомная
(Urtica dioica)
- Куколь посевной
(Agrostemma githago)
- Якорцы 
(Tribulus terrestris)
- Плевел пьянящий 
(Lolium temulentum)